# Emil Erslev
Emil Erslev (26. maj 1817 i Jægersborg – 26. maj 1882) var en dansk musikalsk forfatter og musikhandler, broder til Jacob og Edvard Erslev.
Faderen, der allerede 1799 omtales i biskop N.E. Balles visitatsbog som en dygtig pædagog, havde tillige stor kærlighed til musik, og begge disse egenskaber gik i arv til sønnen Emil, som, efter at han 1836 var blevet student fra Frederiksborg lærde Skole, bosatte sig i København som musiklærer. Her tog han ivrig del i det musikalske liv og var 1839 tillige med botanikeren Salomon Drejer og Lægen Rud. Fr. Pedersen stifter af Studenter-Sangforeningen. Hans organisatoriske talent og arbejdsdygtighed bevirkede, at han i 1846 blev optaget som kompagnon i den af Emil Horneman og C.W. de Meza 1844 oprettede musikhandel, hvoraf samtidig de Meza trådte ud.
1859 udkøbte han sin kompagnon Horneman og fortsatte herefter firmaet Horneman & Erslev alene, indtil han 1869 på grund af en tiltagende øjensvaghed afhændede det til S.A.E. Hagen. I Musikforeningen, af hvis administration han 1849 blev medlem, blev han ligeledes på grund af sin minutiøse flid og akkuratesse lidt efter lidt selvskreven forretningsfører og var i en lang årrække lige til sin død, sjælen i dens økonomiske liv, hvortil måske også hans forhold til N.W. Gade bidrog (Gades 2. hustru var en steddatter af Erslev).
Foruden nogle samlinger af sange til skolebrug har han udgivet en pianoskole, hvis 1. udgave udkom 1847, og som senere gennem en mængde oplag har opnået en efter forholdene her hjemme overordentlig stor udbredelse. Af det kendte månedsskrift Musikalsk Musæum, hvori de mere populære musikalske rørelser i årenes løb ligesom har afspejlet sig, var han fra 1846 sammen med Horneman redaktør og fra 1859-69 eneudgiver. I Nordisk Konversationslexikon 2. udg. er de musikalske artikler affattede af ham. 1850 ægtede han enken efter kaptajn og regimentskvartermester Stæger, Maria Juliana Frederica f. Brieghel, der overlevede ham.